# Mistrzostwa Europy w Łyżwiarstwie Szybkim w Wieloboju 1893
3. mistrzostwa Europy w łyżwiarstwie szybkim w wieloboju odbyły się w dniach 21–22 stycznia 1893 roku w Berlinie na terenie Cesarstwa Niemieckiego. W zawodach brali udział tylko mężczyźni. Zawodnicy startowali na trzech dystansach: 500 m, 1500 m i 5000 m. W biegach na 500 i 1500 m rozgrywano eliminacje oraz finał do którego awansowała najlepsza 4. Złoto wywalczył Szwed, Rudolf Ericsson. Miejsca pozostałych zawodników są nieoficjalne.

## Uczestnicy
W zawodach wzięło udział 13 łyżwiarzy z 5 krajów. Sklasyfikowanych zostało 7.
| Państwa biorące udział w mistrzostwach | Państwa biorące udział w mistrzostwach | Państwa biorące udział w mistrzostwach | Państwa biorące udział w mistrzostwach | Państwa biorące udział w mistrzostwach |
| -------------------------------------- | -------------------------------------- | -------------------------------------- | -------------------------------------- | -------------------------------------- |
| Austro-Węgry                           | Cesarstwo Niemieckie                   | Holandia                               | Unia szwedzko-norweska                 | Szwecja                                |

## Wyniki
DNF – nie ukończył
| Pozycja | Zawodnik           | Kraj                   | 500 m kwalifikacje | 500 m finał | 1500 m kwalifikacje | 1500 m finał | 5000 m       |
| ------- | ------------------ | ---------------------- | ------------------ | ----------- | ------------------- | ------------ | ------------ |
| 01 !    | Rudolf Ericson     | Szwecja                | 55.8 (3.)          | 54.0 (1.)   | 2:51.4 (2.)         | 2:46.0 (1.)  | 9:51.6 (2.)  |
| (2.)    | Oskar Fredriksen   | Unia szwedzko-norweska | 56.0 (5.)          | 99 !        | 2:55.2 (3.)         | 2:49.6 (2.)  | 9:51.2 (1.)  |
| (3.)    | August Underborg   | Cesarstwo Niemieckie   | 55.2 (2.)          | 54.2 (2.)   | 2:51.0 (1.)         | 2:53.4 (3.)  | 10:05.8 (3.) |
| (4.)    | Julius Seyler      | Cesarstwo Niemieckie   | 54.6 (1.)          | 54.4 (3.)   | 2:57.0 (4.)         | DNS          | 10:06.0 (4.) |
| (5.)    | Bernhard Bruzelius | Szwecja                | 57.4 (6.)          | 99 !        | 3:00.6 (6.)         | 99 !         | 10:39.4 (5.) |
| (6.)    | Walter Herrmann    | Cesarstwo Niemieckie   | 57.8 (7.)          | 99 !        | 3:06.2 (7.)         | 99 !         | 10:50.4 (6.) |
| (7.)    | Georg Smith        | Cesarstwo Niemieckie   | 1:00.4 (12.)       | 99 !        | 3:18.8 (9.)         | 99 !         | 11:08.8 (8.) |
| DNF     | Otto Schroeder     | Cesarstwo Niemieckie   | 59.4 (9.)          | 99 !        | DNF                 | 99 !         | 10:53.6 (7.) |
| DNF     | Franz Schilling    | Austria                | 58.2 (8.)          | 99 !        | 3:00.0 (5.)         | 99 !         | 99 !         |
| DNF     | Julius von Salzen  | Cesarstwo Niemieckie   | 55.8 (3.)          | 57.0 (4.)   | 3:14.2 (8.)         | 99 !         | 99 !         |
| DNF     | A. Beltman         | Holandia               | 59.8 (10.)         | 99 !        | 3:26.6 (10.)        | 99 !         | 99 !         |
| DNF     | Friedrich Pollak   | Austria                | 1:00.0 (11.)       | 99 !        | DNF                 | 99 !         | 99 !         |
| DNF     | S. Adrian          | Holandia               | 1:07.6 (13.)       | 99 !        | 3:28.6 (11.)        | 99 !         | 99 !         |